# François Eid
François Eid (in arabo: فرانسوا عيد; Mtolleh, 24 luglio 1943) è un vescovo cattolico libanese della Chiesa maronita, dal 16 giugno 2012 eparca emerito del Cairo dei Maroniti.

## Biografia
François Eid è nato a Mtolleh, distretto dello Shuf ed eparchia di Sidone, il 24 luglio 1943.

### Formazione e ministero sacerdotale
Nel 1958 è entrato nell'Ordine maronita Mariamita.
Ha frequentato il Collegio "Notre Dame" di Louaizé e nel 1964 è stato inviato a Roma per studiare filosofia al Pontificio ateneo Sant'Anselmo conseguendo la licenza. Successivamente ha ottenuto la licenza in teologia presso la Pontificia Università Lateranense. Contemporaneamente, ha studiato musica al Pontificio istituto di musica sacra e pittura all'Accademia di belle arti di Macerata. Nel 1987 ha conseguito la licenza in diritto canonico al Pontificio istituto orientale.
Il 28 agosto 1971 è stato ordinato presbitero a Deir-El-Kamar. In seguito è stato direttore del seminario minore di Shailé; parroco a Montréal e co-fondatore della parrocchia maronita di Ottawa; assistente generale del suo Ordine; rettore del convento Sant'Antonio a Roma e procuratore dell'Ordine; rettore del Collegio "Notre Dame" di Louaizé; presidente dell'Università Notre Dame di Louaizé; superiore generale del suo Ordine dal 1999 al luglio del 2005 e di nuovo rettore del convento Sant'Antonio a Roma e procuratore dell'Ordine.

### Ministero episcopale
Il 24 settembre 2005 il Sinodo dei vescovi della Chiesa maronita riunito a Bkerké lo ha eletto eparca del Cairo dei Maroniti. Ha ricevuto l'ordinazione episcopale l'11 febbraio successivo  nella chiesa dell'Assunzione della Beata Vergine a Bkerké dal cardinale Nasrallah Pierre Sfeir, patriarca di Antiochia dei Maroniti, co-consacranti il già vescovo ausiliare del patriarcato di Antiochia dei Maroniti Roland Aboujaoudé e l'eparca emerito di Sidone Tanios El Khoury.
Il 16 giugno 2012 il patriarca Béchara Boutros Raï, con il consenso del Sinodo dei vescovi, lo ha nominato procuratore patriarcale presso la Santa Sede, avendo avuto per tale ufficio il previo assenso pontificio.
Il 5 aprile 2014 papa Francesco lo ha nominato membro della Congregazione per le cause dei santi.
Il 13 aprile 2015 lo stesso pontefice lo ha nominato visitatore apostolico per i fedeli maroniti in Bulgaria, Grecia e Romania. L'11 ottobre 2018 il papa ha accettato la sua rinuncia a questo incarico per raggiunto limiti di età.
Nel novembre del 2018 ha compiuto la visita ad limina.
Il 15 giugno 2019 ha lasciato anche l'incarico di procuratore patriarcale.
Ha composto qualche opera musicale liturgica e ha pubblicato libri ed articoli in arabo e italiano.
Oltre all'arabo, parla il francese, l'italiano e l'inglese e conosce il siriaco e il latino.

## Genealogia episcopale
La genealogia episcopale è:
- Patriarca Youhanna Boutros Bawwab el-Safrawi
- Patriarca Jirjis Rizqallah
- Patriarca Stefano Douayhy
- Patriarca Yaaqoub Boutros Awwad
- Patriarca Semaan Boutros Awwad
- Patriarca Youssef Boutros Estephan
- Patriarca Youhanna Boutros Helou
- Patriarca Youssef Boutros Hobaish
- Patriarca Boulos Boutros Massaad
- Patriarca Elias Boutros Hoayek
- Patriarca Antoun Boutros Arida
- Cardinale Paul Pierre Méouchi
- Cardinale Nasrallah Pierre Sfeir
- Vescovo François Eid, O.M.M.